# Восемнадцать лет в тюрьме

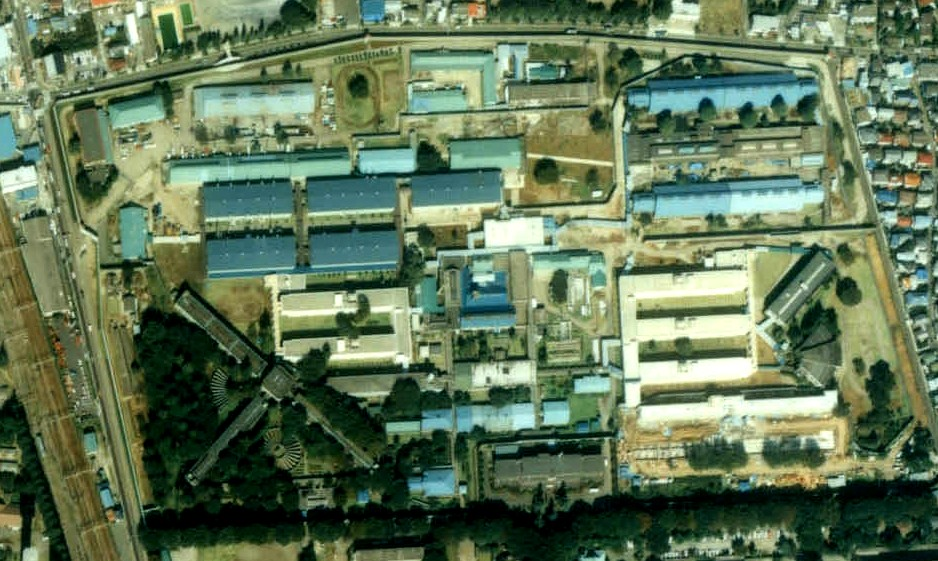
Тюрьма Футю

Восемнадцать лет в тюрьме (яп. 獄中十八年, Gokuchu juhachi-nen) — японская автобиографическая книга Кюити Токуда и Ёсио Сига.

## Описание
«Восемнадцать лет в тюрьме» описывает жизнь Токуды Кюити и Ёсио Сиги, которые оба были коммунистами, заключёнными в тюрьму в императорской Японии. События книги включают их освобождение из тюрьмы Футю после поражения Японской империи во Второй мировой войне. Книга была опубликована Коммунистической партией Японии в 1948 году. Перевод книги выполнил Эндрю Й. Курода из японской секции отдела востоковедения Библиотеки Конгресса. В 1951 году книга была предметом слушаний в Подкомитете по расследованию применения Закона о внутренней безопасности и других законов о внутренней безопасности Комитета по судебной системе. «Восемнадцать лет в тюрьме» цитировались в качестве источника информации для книг «Японская коммунистическая партия 1922-1945» Джорджа М. Бекмана, Гэндзи Окубо и «Двуликое правосудие: политические преступники в императорской Японии» Ричарда Х. Митчелла.